# Letní škola architektury
Letní škola architektury je projekt vytvořený spolkem Akademie architektury, která si stanovila vize: "Dobrá architektura dělá náš svět lepším. Kdo to pochopí, získává náskok. Akademie architektury chce ve spolupráci s předními architekty, umělci, teoretiky, pedagogy přispívat k lepšímu stavu současné české architektury. Chceme předávat zkušenosti, objevovat a podporovat talenty, inspirovat samosprávy, sdílet poznání i radost z tvorby, obnovovat a rozvíjet genia loci, zmenšovat rozdíly mezi centry a periferiemi, oživovat zapomenutá místa." Prostřednictvím těchto cílů chce Akademie architektury naplňovat své motto: "Česká architektura bude světová, až bude opravdu česká." V tomto duchu pak vytváří Akademie architektury projekty. 
Jedním z projektů je Letní škola architektury pořádaná v různých obcích a regionech České republiky a pořádání architektonických workshopů.

## Ročníky

### 2012 Rožnov pod Radhoštěm
téma Beskydské vize
V roce 2012 bylo tématem Letní školy architektury navrhování na území chráněné krajinné oblasti Beskydy. Akce probíhala ve dne 2. září až 15. září 2012 a zúčastnilo se jí na 30 studentů Fakulty umění a architektury Technické univerzity Liberec. Pořadatelem akce byla Architectura ve spolupráci s Fakultou umění a architektury Technické univerzity v Liberci, architektonickou kanceláří Kamil Mrva Architects a Společností pro vzdělávání a ekonomické vzdělání. Studenti měli za úkol řešit dva projekty, a to možnosti nové výstavby v lokalitě Trojanovice-Lomná a konverze areálu dolu Frenštát v Trojanovicích.

### 2013 Plasy
téma Vize pro Plasy – Santiniho baroko a hledání soudobého urbanismu místa
Tématem Letní školy architektury 2013 byla architektura míst, v nichž se vedle sebe nacházejí soudobé stavby a národní kulturní památky. Akce se konala v termínu 1. září až 14. září 2013 a zúčastnilo se jí na 30 studentů architektonických vysokých škol z Liberce, Brna a Ostravy. Pořadatelem byla Architectura ve spolupráci s Fakultou umění a architektury Technické univerzity v Liberci, architektonickými kancelářemi Kamil Mrva Architects, Knesl+Kynčl architekti a Společností pro právní a ekonomické vzdělávání.

### 2014 Kopřivnice
téma Kopřivnický brownfield
Ve dnech 5. září až 13. září 2014 se v Kopřivnici konala Letní škola architektury s tématem Kopřivnický brownfield. Cílem bylo navrhnout proměnu tzv. nárazníkové oblasti, ve které se setkává již nevyužívaná průmyslová zóna bývalého výrobního areálu automobilky Tatra s městským prostředím. Rekonverze území neboli jeho opětovná přeměna se týkala oblasti mezi centrální zónou a výrobním areálem automobilky Tatra. Kromě studentských návrhů na přeměnu území probíhalo v rámci Letní školy seznámení se s územím a jeho podrobná fotodokumentace, praktický landscaping, při kterém studenti pomohli zvelebit park na Masarykově náměstí, jeden den dostali studenti možnost pracovat na svých projektech s Josefem Pleskotem a dne 12. září 2014 následovala vernisáž studentských projektů v Katolickém domě. Finální projekty mohla zhlédnout veřejnost během října 2014 v Kulturním domě.

### 2015 Litomyšl
téma Litomyšl bez průtahu
Na 60 účastníků a lektorů se zúčastnilo čtvrté Letní školy architektury v Litomyšli od 4. do 12. září 2015.

### 2016 Ostrava
téma Ostrava!!! – mezi Karolinou a Dolními Vítkovicemi
Pátý ročník školy se uskutečnil v Ostravě od 8. do 17. září 2016.